# Väter der tausend Sonnen
 Väter der tausend Sonnen  ist ein Dokumentarfilm des DEFA-Studios für Dokumentarfilme von Joachim Hellwig aus dem Jahr 1990. 

## Handlung
Im Mittelpunkt steht der im Januar 1988 verstorbene DDR-Atomwissenschaftler Klaus Fuchs, dessen Leben in die Geschichte der Atombombe eingebettet wurde. Der Film beschreibt die Geschichte von Menschen, die im Spannungsfeld von Forscherdrang und Gewissensnot lebten und arbeiteten und von denen jeder auf seine Weise damit fertig werden musste. 
In dem Film ist auch Videomaterial enthalten, in dem Klaus Fuchs in aller Offenheit über sich, sein Leben und seine Ideale berichtete, darüber, was ihn bewogen hat, der Sowjetunion, Informationen zu geben, die ihm nützlich erschienen. Das Gespräch wurde mit seinem Wissen, nach Aussagen des Regisseurs, 1983 durch Markus Wolf als Dokumentation für die Nachwelt aufgezeichnet. Diese Sequenzen, in denen ein bescheidener, kluger Mann voller menschlicher Wärme über seine Taten, Motive und Haltungen spricht, sind spannend und berührend.
Vor allen Dingen besteht der Film aus Interviews mit Wissenschaftlern, Freunden und Zeitzeugen. So sind u. a. der amerikanische Physiker  Julius Robert Oppenheimer, Albert Einstein, Niels Bohr, der englische Nobelpreisträger Nevill Francis Mott, der Physiker und Philosoph Carl Friedrich von Weizsäcker, der Wissenschaftler Robert Jungk aus Salzburg, die Schriftstellerin Ruth Werner, der Generalleutnant und Friedensforscher Wolf von Baudissin und Klaus Fuchs-Kittowski zu sehen.

## Produktion
Väter der tausend Sonnen wurde unter dem Arbeitstitel Atomforscher auf ORWO-Color gedreht und mit historischen Schwarzweißfilm-Ausschnitten ergänzt. Er hatte seine festliche Premiere am 4. Januar 1990 in der Berliner Akademie der Künste der DDR.

## Kritik
Rüdiger Thunemann meint in der Berliner Zeitung, dass der Film nie zum Hörspiel werde und dabei viel über das Leben großer Persönlichkeiten zu erfahren ist.
Das Lexikon des internationalen Films bezeichnete Väter der tausend Sonnen als faktenreichen Dokumentarfilm.